# Chris Nicholson
Chris Nicholson est un patineur de vitesse sur piste courte néo-zélandais.

## Biographie
En 1992, il représente son pays en cyclisme aux Jeux olympiques d'été de 1992.
Il est porte-drapeau de la Nouvelle-Zélande aux Jeux olympiques d'hiver de 1992, auxquels il participe en patinage de vitesse sur piste courte. Il participe aussi aux Jeux olympiques d'hiver de 1994.

## Palmarès en cyclisme
- 1991
  -  Champion de Nouvelle-Zélande sur route
  - 3e de Romsée-Stavelot-Romsée
- 1997
  -  Champion de Nouvelle-Zélande du contre-la-montre
- 1999
  - 2e du championnat de Nouvelle-Zélande du contre-la-montre
- 2008
  - Classement général des Benchmark Homes Series
- 2009
  - 3e du championnat de Nouvelle-Zélande du contre-la-montre
- 2012
  - 3e étape des Benchmark Homes Series